# NGC 7084
NGC 7084 ist ein Asterismus im Sternbild Pegasus. Er wurde am 10. Oktober 1825 von John Herschel entdeckt.